# 350178 Eisleben
350178 Eisleben è un asteroide della fascia principale. Scoperto nel 1992, presenta un'orbita caratterizzata da un semiasse maggiore pari a 2,5881608 UA e da un'eccentricità di 0,2458541, inclinata di 6,94985° rispetto all'eclittica.
L'asteroide è dedicato alla città tedesca di Lutherstadt Eisleben.